# Erythroxylum pedicellare
Erythroxylum pedicellare är en tvåhjärtbladig växtart som först beskrevs av August Heinrich Rudolf Grisebach, och fick sitt nu gällande namn av Otto Eugen Schulz. Erythroxylum pedicellare ingår i släktet Erythroxylum och familjen Erythroxylaceae. Inga underarter finns listade i Catalogue of Life.